# Naoko Nishigai
Naoko Nishigai (西貝 尚子, Nishigai Naoko, 22 januari 1969) is een voormalig Japans voetbalster.

## Carrière
Zij nam met het Japans vrouwenvoetbalelftal deel aan de Wereldkampioenschappen in 1999, maar kwam tijdens dit toernooi niet in actie.. Japan werd uitgeschakeld in de groepsfase met de Canada, Rusland en Noorwegen.

## Statistieken
| Japans vrouwenvoetbalelftal | Japans vrouwenvoetbalelftal | Japans vrouwenvoetbalelftal |
| Jaar                        | Wed.                        | Dlp.                        |
| --------------------------- | --------------------------- | --------------------------- |
| 1999                        | 2                           | 0                           |
| Totaal                      | 2                           | 0                           |